# مویشت
مویشت (به آلمانی: Moischt) یک منطقهٔ مسکونی در آلمان است که در هسن واقع شده‌است. مویشت ۱٬۲۱۱ نفر جمعیت دارد.